# Lagoa do Fofô

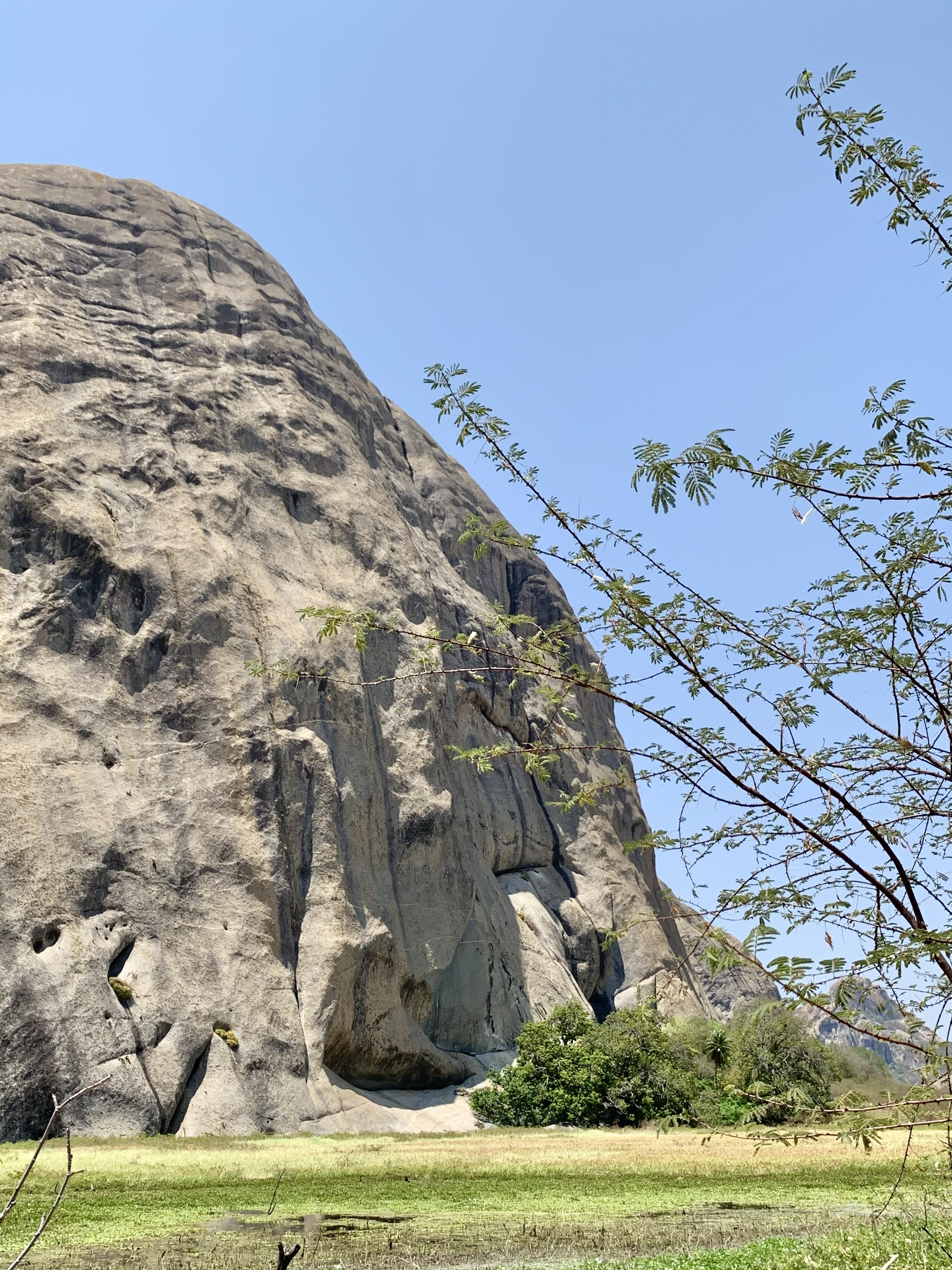
Serrote do Fofô

Sítio arqueológico localizado na Fazenda Jordão no distrito de Encantado, pertencente ao município de Quixeramobim. Trata-se de um serrote de aproximadamente 420 metros de altura com uma lagoa em seu entorno, em seu sopé, encontram-se várias pinturas rupestres gravadas na rocha granítica com datação aproximada entre 5.000 a 10.000 a.c, atribuídas aos índios Tairarius que habitavam a região do Sertão Central do Ceará. Desde o ano de 1971 pelo menos, há registros das pinturas rupestres e de cerâmicas do sítio arqueológico do Jordão no IPHAN. Desde então, o sítio arqueológico vem sendo estudado por pesquisadores e arqueólogos.